# إنتجرون
إن الإنتجرون (integron) هو نظام نشر والتقاط جيني يتألف من مكونين، وقد تم اكتشافه لأول مرة في إطار بحث يتعلق بمقاومة المضاد الحيوي، والتي تم اكتشافها في البلازميدات والصبغيات والينقولات. ويتكون المكون الأول من جين يقوم بترميز إنزيم ريكومبينيز (recombinase) محدد الموقع مع موقع آخر محدد لمجموعة جديدة من الجينات، بينما يتألف المكون الثاني من جزيئات حمض نووي ريبوزي منقوص الأكسجين تسمى عليبات جينية (gene cassettes) يمكن دمجها أو خلطها.
, قد تقوم عليبة بترميز الجينات لمقاومة المضاد الحيوي، على الرغم من عدم تمييز معظم الجينات في الإنتجرونات. ويحتوي إنتجرون على إنتجراز (integrase) (int1) مرتبط بذلك المنتشر في العاثية (فيروس بكتيري)، متبوعًا بموقع attI من أجل تكامل العليبات والتعرف على الإنتجراز، 
ومحفز لتنفيذ التعبير. وقد يظهر إنتجرون في بلازميد أو على الصبغي (الكروموسوم). وتعد سلسلة attC (تسمى أيضًا 59-be) تكرارًا يهاجم العليبات ويمكّنها من التكامل في موقع attI، وهو عامل ناقل جيني أفقي موجود ويمكن اختباره.
ويتطلب «النظام الأساسي» للإنتجرون الوظيفي:
- إنتجراز: intI، وهو تجميع التيروزين الحمضي المسؤول عن عملية الدمج في الجينوم.
- موقع التأشيب: attI، يعمل كموطن لإعادة الدمج في الجينوم. إذ يندمج مع موقع attC في موقع الإدراج.

تم تطبيق المصطلح إنتجرون فائق (super-integron) لأول مرة في سنة 1998 (لكن دون تعريف) على الإنتجرون ذي المجموعة الطويلة من العليبات على صبغي صغير خاص بـ الضمة الكوليرية (Vibrio cholerae). 
وقد تم استخدام المصطلح منذ ذلك الوقت للإشارة إلى الإنتجرونات التي تتكون من أطوال متنوعة لمجموعة عليبات أو الإنتجرونات المنتشرة على الصبغيات البكتيرية (مقابل، على سبيل المثال، البلازميدات). ومن غير المستحب استخدام مصطلح «الإنتجرون الفائق» الآن لأن معناه غير واضح.

## كتابات أخرى
- Journal of Bacteriology, June 2002, p. 3017-3026, Vol. 184, No. 11 article Characterization of the Class 3 Integron and the Site-Specific Recombination System It Determines
- NCBI Antimicrob Agents Chemother. 1998 Dec;42(12):3053-8. article Class 1 integron-borne multiple-antibiotic resistance carried by IncFI and IncL/M plasmids in Salmonella enterica serotype typhimurium
- Nature Reviews Microbiology 4, 608-620. Mazel, D. Integrons: agents of bacterial evolution

## وصلات خارجية
- INTEGRALL The Integron Database